# 서울강동우체국
서울강동우체국(서울江東郵遞局)은 우편업무, 우체국 택배, 국제특송(EMS) 및 우체국쇼핑, 우체국예금보험, 전자금융 관련 업무를 수행하는 서울지방우정청 소속 우체국이다. 서울특별시 강동구 양재대로112길 57에 있다.

## 기본 정보
- 주소: 서울특별시 강동구 양재대로112길 57 (길동)
- 우편번호: 05350

## 연혁
- 1982년 11월 1일: 사무관국으로 개국
- 1987년 12월 7일: 서기관국으로 승격
- 1992년 7월 1일: 송파구 업무 이관(서울송파우체국 개국)
- 2001년 5월 1일: 관리기능 광역화(하남우체국 관할)
- 2001년 8월 31일: 서울고덕주공우편취급소 폐국[1]
- 2006년 12월 31일: 서울암사동우체국 폐국[2]
- 2010년 11월 1일: 하남 업무이관(경인청 분리에 따른 관리기능 광역화 이관)
- 2014년 1월 1일: 우편구역을 다음과 같이 고시[3]

| 배달국         | 배달구역      | 구역번호      |
| -------------- | ------------- | ------------- |
| 서울강동우체국 | 강동구 전지역 | 05200 ~ 05413 |

- 2014년 10월 24일: 서울강일리버파크우편취급국 폐국[4]
- 2014년 12월 1일: 서울암사3동우편취급국 개국[5]
- 2014년 12월 5일: 서울둔촌동우체국 폐국[6]
- 2015년 8월 14일: 서울암사2동우편취급국 폐국[7]
- 2017년 1월 2일: 우편구역을 다음과 같이 고시[8]

| 배달국         | 배달구역      | 구역번호      |
| -------------- | ------------- | ------------- |
| 서울강동우체국 | 강동구 전지역 | 05200 ~ 05413 |

- 2018년 7월 2일: 서울성내1동우체국 폐국[9]
- 2021년 11월 1일 : 서울암사3동우편취급국을 강동구 고덕로27길 28에서 고덕로27길 19 로 이전[10]

## 관할 우체국
| 우체국명                   | 사진 | 주소                                         | 비고                                   |
| -------------------------- | ---- | -------------------------------------------- | -------------------------------------- |
| 서울강일동우체국           |      | 서울특별시 강동구 아리수로91길 12(강일동)    |                                        |
| 서울강일리버파크우편취급국 |      | 서울특별시 강동구 아리수로93가길 25 (강일동) | 2014년 10월 24일 폐국                  |
| 서울고덕동우체국           |      | 서울특별시 강동구 고덕로 362(상일동)         |                                        |
| 서울고덕시영우편취급국     |      | 서울특별시 강동구 고덕로61길 132(고덕동)     |                                        |
| 서울고덕주공우편취급소     |      | 서울특별시 강동구 고덕동 499                 | 2001년 8월 31일 폐국                   |
| 서울둔촌동우체국           |      | 서울특별시 강동구 양재대로 1330 (둔촌동)     | 2014년 12월 5일 폐국                   |
| 서울둔촌2동우편취급국      |      | 서울특별시 강동구 진황도로 147(둔촌동)       |                                        |
| 서울명일동우체국           |      | 서울특별시 강동구 구천면로 424-9(명일동)     |                                        |
| 서울명일삼익우편취급국     |      | 서울특별시 강동구 천중로51길 102(명일동)     |                                        |
| 서울명일현대우편취급국     |      | 서울특별시 강동구 동남로71길 23(명일동)      |                                        |
| 서울상일동우체국           |      | 서울특별시 강동구 상일로 9(상일동)           |                                        |
| 서울성내1동우체국          |      | 서울특별시 강동구 성내로 38(성내동)          | 2018년 7월 2일 폐국                    |
| 서울성내동우체국           |      | 서울특별시 강동구 양재대로 1309(성내동)      |                                        |
| 서울암사2동우편취급국      |      | 서울특별시 강동구 상암로3길 24 (암사2동)     | 2015년 8월 14일 폐국                   |
| 서울암사3동우편취급국      |      | 서울특별시 강동구 고덕로27길 19(암사동)      | 2021년 11월 1일 고덕로27길 28에서 이전 |
| 서울암사동우체국           |      | 서울특별시 강동구 암사3동 414-2              | 2006년 12월 31일 폐국                  |
| 서울천호3동우편취급국      |      | 서울특별시 강동구 성안로 191(천호동)         |                                        |
| 서울천호동우체국           |      | 서울특별시 강동구 구천면로 188(천호동)       |                                        |

## 조직
- 지원과
- 우편물류과
  - 물류실
  - 소포실
  - 특발착
  - 민원실
  - 집배1실
  - 집배2실
- 경영지도실
- 영업과
  - 우편영업실
  - 금융영업실
- 당직실